# Елинек, Рудольф
Рудольф Елинек (чеш. Rudolf Jelínek; 27 февраля 1935, Кутна Гора — 10 августа 2024) — чешский актёр театра, кино и телевидения. Почётный гражданин города Кутна Гора (2015).

## Биография
Сын торговца. В детстве играл в любительском театре. В 1957 году окончил Театральный факультет Академии музыкальных искусств в Праге. Дебютировал на сцене театра «Beskydskу» в Нови-Йичин, затем играл в театре «FX Šaldy» в г. Либерец. Был артистом Пражского театра «SK Neumanna», в 1966—1972 годах — Театра Отомара Крейча. С 1973 по 2004 год — артист драматического театра на Виноградах. Позже перешёл в Театр А. Дворжака в Пршибраме.
Выступал на радио, занимался дубляжем.
С 1955 по 2016 год снялся в более, чем в 122 фильмах, телефильмах, телесериалах, участвовал в озвучивании более 60 фильмов и телесериалов. Одну из самых известных ролей сыграл в телесериале «Тридцать случаев майора Земана».
Умер 10 августа 2024 года в возрасте 89 лет.

## Избранная фильмография
- 2006 — Я обслуживал английского короля — эпизод
- 2001 — Хранитель
- 1981 — Фронт в тылу врага  — Зайферт, писарь
- 1981 — Эта минута, этот миг — Франтишек, водитель санитарной машины
- 1979 — Принц и Вечерняя Звезда— рыцарь Честмир
- 1976 — Освобождение Праги
- 1974—1979 — Тридцать случаев майора Земана — Градец
- 1976 — Бурлящее вино — Бретислав
- 1974 — Соколово — лейтенант Антонин Сохор
- 1972 — Чёрный волк / Černý vlk — рядовой Йожеф Кучера
- 1972 — Подозрение
- 1969 — Ремагенский мост — Манфред, рядовой
- 1969 — Бюро убийств
- 1968 — Марафон — немецкий связист
- 1964 — Покушение — Ян Кубиш
- 1962 — Барон Мюнхгаузен — Тоник
- 1959 — Король Шумавы — сержант Цыганек (озвучание в советском дубляже — Анатолий Кузнецов)
- 1958 — Щенки — Ота Йосиф (озвучание — Олег Голубицкий)
- 1958 — Смерть в седле — Томаш Боучек
- 1958 — Пятое колесо в телеге — Арношт
- 1957 — Нерешительный стрелок — Слама
- 1955 — На улице есть старый магазина — Вашек

## Награды
- Премия им. Франтишека Филиповского за творчество на протяжении всей жизни (2020)
- Почётный гражданин города Кутна Гора (2015)